# Condado de Pszczyna
Condado de Pszczyna (polaco: powiat pszczyński) é um powiat (condado) da Polónia, na voivodia de Santa Cruz. A sede do condado é a cidade de Pszczyna. Estende-se por uma área de 473,46 km², com 104 470 habitantes, segundo os censos de 2006, com uma densidade 220,65 hab/km².

## Divisões admistrativas
O condado possui:
Comunas urbana-rurais: Pszczyna
Comunas rurais: Goczałkowice-Zdrój, Kobiór, Miedźna, Pawłowice, Suszec
Cidades: Pszczyna

## Demografia
População (dados de 31 de Dezembro de 2005):
|          | Total   | Total | Mulheres | Mulheres | Homens  | Homens |
| -------- | ------- | ----- | -------- | -------- | ------- | ------ |
|          | pessoas | %     | pessoas  | %        | pessoas | %      |
| Total    | 104 470 | 100   | 53 230   | 51,0     | 51 240  | 49,0   |
| Cidades  | 25 633  | 100   | 13 379   | 52,2     | 12 254  | 47,8   |
| Povoados | 78 837  | 100   | 39 851   | 50,5     | 38 986  | 49,5   |